# Spisak lanaca supermarketa u Italiji

## Internacionalni trgovački lanci
Na tržistu Italije su prisutni sledeći internacionalni trgovački lanci:
| Supermarket        | Slika (logo) kompanije | Godina osnivanja/ulaska na tržiste Italije | Sedište kompanije/ vlasništvo        | Broj filijala    | Ostali podaci |
| ------------------ | ---------------------- | ------------------------------------------ | ------------------------------------ | ---------------- | --- |
| Auchan             |                        | 1961./ 1989.                               | Kroa / Groupe Auchan SA              | 1000+*           | *Auchan je u Italiji prisutan posredstvom 51 hipermarketa, 7 franšiznih hipermarketa, 276 supermarketa, 566 franšiznih i 945 pridruženih supermarketa kao i 46 šoping centara                       |
| Billa              |                        | 1953/1990.                                 | Viner Nojdorf /REWE International AG | 142 (2012.)      | |
| Peni market ( )    |                        | 1973/1994.                                 | Keln / REWE International AG         | 300              | spada u kategoriju diskontnih supermarketa gde se po relativno povoljnim cenama može naći nesto skromniji asortiman proizvoda. Prisutan je u 8 evropskih država a glavni konkurenti su Aldi i Lidl. |
| Lidl               |                        | 1973/1992.                                 | Nekarsulm / Lidl Stiftung & Co. KG   | 500+             | jedan od najvećih diskontnih supermarketa u Evropi gde se po povoljnim cenama može naći nešto skormniji asortiman proizvoda.                                                                        |
| Kerfur (fr. )      |                        | 1959./1993.                                | Bulonj Bijankur ( Francuska)         | 1319 (jul 2011.) | |
| Špar ( )           |                        | 1932/1960.                                 | Amsterdam                            | 1644 (2010.)     | |
| Metro Cash & Carry |                        | 1964/1972.                                 | Diseldorf / Metro AG                 | 48               | |

## Italijanski trgovački lanci i udruženja
Najznačajniji domaći italijanski trgovački lanci su:
| Supermarket    | Slika (logo) kompanije | Godina osnivanja | Sedište kompanije/ vlasništvo                     | Broj filijala       | Ostali podaci |
| -------------- | ---------------------- | ---------------- | ------------------------------------------------- | ------------------- | --- |
| ital.          |                        | 1967.            | Kazalekio di Reno / Coop (ital. ) kooperacija     | 1474                | Postoje 4 tipa Coop filijala i to manji supermarketi (InCoop) koji nude osnovne namirnice i uglavnom su u centru gradova, supermarketi srednje veličine sa nešto većim izborom prehrambenih proizvoda, veliki supermarketi sa širokim izborom prehrambenih i osnovim neprehrambenim artiklima kao i hipermarketi (ipercoop) sa najvećim izborom prehrambenih i neprehrambenih proizvoda, elektro- i tehničkih proizvoda i često apotekama i restoranima. |
| ital.          |                        | 1962.            | Bolonja                                           | 2938                | |
| Crai           |                        | 1973.            | Milano                                            | 3000+               | Crai prodajna mreža je veoma raznovrsna i čine je pored klasičnih supermarketa i pridruženi franšizni objekti maloprodaje, manje tkzv. express filijale kao i filijale koje nude asortiman različitih proizvoda za higijenu. |
| EuroSpin       |                        | 1993.            | San Martino Buon Albergo / Eurospin Italia S.p.A. | 850+                | |
| Sigma          |                        | 1962.            | Bolonja                                           | 2595 (januar 2012.) | |
| Benet (ital. Bennet) |                        | 1964.            | Komo / BENNET S.p.A.                              | 67                  | |
| DiMeglio       |                        | 1998.            | Milano/ Interdis                                  | 564                 | |
| Sidis          |                        | 1978.            | Milano/ Interdis                                  | 360                 | U zavisnosti od veličine i raznovrsnosti ponude razlikuju se SidisMini, klasični Sidis supermarketi, MAXIsidis, IPERsidis, SUPERSTOREsidis i MEGAsidis filijale. |
| Famila         |                        | 1984.            | Bolcano / Selex Gruppo Commerciale                | 222                 | |
| Iper           |                        | 1974.            | Milano                                            | 26                  | |
| Iperal         |                        | 1986.            | Milano                                            | 34                  | |
| Esselunga      |                        | 1957.*           | Milano / Esselunga S.p.A.                         | 140+                | * Esselunga je najstariji italijanski lanac supermarketa. Bio je i jedan od prvih supermarketa u Italiji koji je potrošačima ponudio bio-proizvode. |
| Il gigante     |                        | 1972.            | Breso                                             | 49                  | |

Značajnije italijanske trgovačke grupe i koncerni su:
| Supermarket        | Slika (logo) kompanije | Godina osnivanja    | Sedište kompanije/ vlasništvo  | Broj filijala | Ostali podaci |
| ------------------ | ---------------------- | ------------------- | ------------------------------ | ------------- | --- |
| Lombardini holding |                        | 1929.               | ital. / Lombardini Holding SpA | 502           | Lombardini grupa je holding kome pripadaju tri lanca supermarketa i to GrosMarket Архивирано на веб-сајту (29. јануар 2013), LD Market Архивирано на веб-сајту (23. јануар 2013) i Pellicano . |
| PAM grupa          |                        | 1958.               | Spinea / ital.                 | 1066          | PAM grupa je akcionarsko društvo kome pripadaju PAM supermarketi kao i PAM franšiza, Panorama hipermarketi Архивирано на веб-сајту (4. фебруар 2013) i ital. lanac diskontnih marketa.         |
| ital. Sogegross grupa        |                        | 1920. odnosno 1970. | Đenova                         |               | ? |

## Spoljašnje veze
- Архивирано на веб-сајту  (21. јануар 2013)
- Архивирано на веб-сајту  (15. октобар 2012)
- Архивирано на веб-сајту  (8. фебруар 2013)
- Архивирано на веб-сајту  (8. фебруар 2013)
- Архивирано на веб-сајту  (17. фебруар 2013)
- Архивирано на веб-сајту  (6. фебруар 2013)
- Архивирано на веб-сајту  (31. октобар 2013)
- Архивирано на веб-сајту  (10. март 2013)